# Keilhau-Gletscher
Der Keilhau-Gletscher ist ein 8 km langer Gletscher, der an der Südküste Südgeorgiens in westlicher bis südwestlicher Richtung vom Kohl-Plateau zur Jossac Bight fließt.
Der norwegische Geologe Olaf Holtedahl kartierte ihn bei seinem Besuch Südgeorgiens zwischen 1927 und 1928. Er benannte ihn nach seinem Landsmann Baltazar Mathias Keilhau (1797–1858), Geologe und Professor für Mineralogie an der Universität Christiania.